# جگوار (مجموعه تلویزیونی)
جگوار (اسپانیایی: Jaguar‎) یک مجموعهٔ تلویزیونی درام تاریخی اسپانیایی است که در سال ۲۰۲۱ منتشر شد.

## گزیدهٔ بازیگران
- بلانکا سوآرس[۲] در نقش ایسابل گاریدو
- آدریان لاسترا[۲] در نقش سوردو
- فرانسزگ گاریدو[۲] در نقش مارسه
- اسکار کاساس[۲] در نقش کاسترو
- یوخن هورست[۳] در نقش آریبرت‌ هایم
- پپه اوسیو